# Эгоцентризм
Эгоцентри́зм (от др.-греч. ἐγώ — «я» и лат. centrum — «центр круга») — особая познавательная позиция, характеризующаяся неспособностью к координированию различных точек зрения, что является качественным своеобразием мышления ребёнка. 
В другом источнике указано что Эгоцентризм это философское и нравственное умонастроение, полагающее своё собственное индивидуальное «я» в центре всего мироздания. Термин введён в психологию Жаном Пиаже для описания особенностей мышления, характерного для детей в возрасте от двух—трёх до 11—12 лет. По различным причинам такая особенность мышления в разной степени выраженности может сохраняться и в более зрелом возрасте. Может обостряться в результате возрастных изменений в центральной нервной системе (ЦНС), или как последствие некоторых неврологических заболеваний.

## Эгоцентризм по Пиаже
Жан Пиаже выделял три этапа развития мышления: аутистическое (0—3 года), эгоцентрическое (4—12 лет), социализированное (от 13 лет). Эгоцентрическое мышление является переходным между ненаправленным на действительность аутистическим мышлением и направленным на действительность социализированным мышлением. Эгоцентрическое мышление выражается в эгоцентрической речи, которая характеризуется ненаправленностью на собеседника, неполнотой. 
Эгоцентрическое мышление Пиаже разделял на две фазы: в первой фазе (три — 7 — 8 лет) принцип удовольствия (принцип аутистического мышления) и принцип реальности (принцип социализированного мышления) соположены, но не иерархизированы, на данной фазе фактором развития мышления является принуждение со стороны взрослого, эгоцентризм присутствует в действиях, мышлении и речи ребенка; во вторую фазу (7 — 8 — 12 лет) эгоцентризм начинает вытесняться под действием кооперации со сверстниками. Преодоление эгоцентризма (децентрация) происходит в результате общения со сверстниками, отношения сотрудничества, кооперация подразумевает координацию точек зрения, что и приводит к переходу к мышлению социализированному. 
Таким образом, к 11—12 годам эгоцентризм и эгоцентрическая речь «отмирают», эгоцентрическое мышление заменяется социализированным.

## Эксперименты Пиаже
Наиболее ярко проявляется в раннем детском возрасте и в старости.
Жан Пиаже в своих книгах описывает несколько проведённых им экспериментов, демонстрирующих детский эгоцентризм. Например:
- Эксперимент с игрушкой и горой. Ребёнку тщательно, со всех сторон, показывают ландшафт в миниатюре, изображающий гору с домиками, деревьями и прочее. После этого его сажают на стул перед этим ландшафтом и просят описать, что он видит. Ребёнок описывает ту часть «горы», которая ему видна. После этого с противоположной стороны «горы» сажают на стул игрушку, и ребёнка теперь просят описать, что видит игрушка. Несмотря на очевидное взрослому различие между тем, что видно со стула ребёнка, и тем, что видно со стула игрушке, ребёнок повторяет описание, данное в первый раз. Результат был интерпретирован Пиаже как неспособность ребёнка представить себя на месте игрушки.

- Другой эксперимент заключался в том, что ребёнку последовательно задавалось два вопроса: первый — сколько у него братьев и сестёр, второй — сколько сестёр и братьев у его брата или сестры. Ответ на второй вопрос был на одного человека меньше, чем на первый. Это было интерпретировано как то, что ребёнок не считает себя «братом или сестрой», то есть не осознаёт, что может не быть центральным объектом[3].

## Критика Пиаже
Мартин Хьюз исследовал эгоцентрическое восприятие дошкольников, описанное Пиаже. Пиаже подтвердил эгоцентрическое восприятие в экспериментах с горками, где ребёнку предлагалось «посмотреть» на макет с точки зрения куклы, в этих экспериментах Пиаже установил, что дошкольники не способны «посмотреть чужими глазами», что свидетельствует об эгоцентризме восприятия. В эксперименте Хьюза делался упор на понимание ребёнком сути задания, что достигалось разными предъявлениями задания; ребёнок должен был ответить на вопрос «где» разместить куклу, а не «как» кукла должна видеть, что повышало осмысленность задания для ребёнка; осмысленность так же достигалась из-за того, что намерения и цели «персонажей» понятны ребёнку. 
Описание эксперимента: Дошкольникам предъявляются две пересекающиеся «стены», образующие крест, и две маленькие куклы, представляющие полисмена и мальчика. Кукла-полисмен помещалась так, что он мог «видеть» только два сектора из четырёх, испытуемый должен был сказать, куда поместить куклу-мальчика, чтобы спрятаться от полисмена. Далее полисмена помещали в другое место и задавали испытуемому тот же вопрос. После того, как в предыдущей серии ребёнок давал правильные ответы, задание усложнялось: в макете присутствовало 2 полисмена таким образом, что только один сектор оставался для них «слепой» зоной. Испытуемых вновь просили спрятать куклу-мальчика от полисменов. Из 30 детей в возрасте от 3,5 до 5 лет 90 % справились с заданием. И даже самые маленькие из них, 10 детей, чей средний возраст составлял только 3 года 9 мес, в 88 % успешно справлялись с заданием. Данные эксперимента Хьюза не подтверждают эгоцентрическое восприятие дошкольников: даже 3-летние дети продемонстрировали способность к децентрации.
Л. С. Выготский критиковал Пиаже за то, что в теории Жана Пиаже эгоцентрическая речь "отмирала" вместе с детским эгоцентризмом. По Выготскому эгоцентрическая речь является промежуточным этапом между речью внешней и речью внутренней, таким образом, по Выготскому эгоцентрическая речь не отмирает, а переходит во внутренний план и становится интериоризированной. Однако Пиаже рассматривал эгоцентрическую речь как проявление особой эгоцентрической познавательной позиции ребёнка, в этом смысле эгоцентрическая речь и эгоцентризм действительно "отмирают", эгоцентрическую речь по Выготскому можно назвать речью для себя (РДС). РДС участвует в регуляции и планировании действий ребёнка, она не "отмирает", а переходит во внутренний план и продолжает выполнять свои функции. Также Выготский оспаривал первичность аутистического мышления в оногенезе.

## Связь с другими понятиями
Как следует из определения, вопреки распространённому мнению, эгоцентризм не является формой или степенью эгоизма. 
Однако эгоцентризм мешает понять, что у окружающих могут быть свои собственные чувства, желания и потребности, и может приводить эгоцентриста к проблемам во взаимодействии с окружающими. Известный афоризм Амброза Бирса «Эгоист — человек дурного тона. Он заботится о себе больше, чем обо мне» фактически описывает мировоззрение эгоцентрика ("описателя"), а не эгоиста (формально и являющегося предметом описания).